# Joan Losada
Joan Losada (20 de junho de 1992) é um jogador de rugby sevens espanhol.

## Carreira
Joan Losada integrou o elenco da Seleção Espanhola de Rugbi de Sevens, na Rio 2016, que foi 10º colocada.